# Muttertag
Pour plus de détails, voir Fiche technique et Distribution.
Muttertag – Die härtere Komödie (en français La Fête des mères, une comédie dure) est un film autrichien réalisé par Harald Sicheritz sorti en 1993.

## Synopsis
Le couple marié Edwin et Trude Neugebauer, leur fils Mischa et le petit père sénile et malentendant d'Edwin vivent dans un Gemeindebau de Vienne. La romance semble avoir disparu du mariage d’Edwin et de Trude, les fantasmes érotiques de la femme se tournent davantage sur le séduisant policier Gerry Gratzl.
Samedi avant la fête des mères, le père d'Edwin s'aperçoit, à la suite d'une déclaration irréfléchie de Mischa au petit déjeuner, qu'il est prévu de le "déporter" vers une maison de retraite. Il décide donc de prendre les livrets cachés dans la chambre et de faire don des économies réalisées pour une bonne cause.
Mischa, qui s’intéresse aux ordinateurs, à l’électronique et aux expériences sur son cobaye, confectionne en secret son "cadeau de fête des mères", un couteau de cuisine électrique dont la lame transporte de l’électricité et qui est donc dangereux. Sa mère l'accompagne au point de rencontre de son groupe de jeunes, avec lequel il passe la journée dans le parc, entre autres, pour ramasser les ordures.
Edwin rencontre dans une station-service la directrice de la chorale Evelyn Schöbinger, avec laquelle il a eu une liaison deux semaines plus tôt lors d’un "week-end de retraite" avec la chorale de l’église. Il se sent toujours attiré par elle, mais pour Evelyn, ce n'était qu'une aventure. Trude se fait prendre dans une pharmacie par un vigile déguisé en ours polaire pour un vol à l'étalage. Cependant, dans la tourmente provoquée par un différend entre le vigile et un client "perturbateur", elle s'échappe avec la tête de l'ours polaire. Le vigile est finalement tué par le tir au pistolet d'un client.
Le grand-père Neugebauer se rend dans un bureau de poste pour liquider les livrets d’épargne et donner l’argent. Evelyn, qui se trouve là-bas, l'aide à le faire. Lorsqu'il est invité à annoncer le mot de passe, il donne ceux écrits dans les deux livrets. Il conserve le livret d’épargne "À la tirelire pieuse" et dissout "La belle vie".
Alors qu'Edwin et Gerry poursuivent leur passe-temps commun, les modèles d’avions télécommandés, Edwin apprend que Gerry a une liaison avec Evelyn, ce qui le choque visiblement. Plus tard, il fait parler Evelyn dans l’église, ce que la communauté peut également entendre en raison du micro allumé.
Le jour de la fête des mères, les femmes se rencontrent après la messe au Pfarrkaffee. Pendant ce temps, Edwin modifie son cadeau pour Trude, une table de camping, sur la terrasse de l'appartement. Grand-père écrase le cobaye alors qu'il s'assoit dans la chaise longue de Misha, mais le cache. Pendant ce temps, Mischa raie la peinture d'une voiture garée dans la rue, mais est surpris par un policier et emmené en garde à vue. Edwin en est averti et demande à Gerry de prendre soin de lui, ce qu'il fait. Mischa découvre le cobaye mort, qui finit dans le tumulte qui s'ensuit sur le balcon en dessous de la famille Schwalbach. Lors de la présentation du cadeau, Misha présente son couteau de cuisine dangereux à sa mère et propose de l'essayer sur les côtelettes. Edwin et Mischa ont un barbecue le jour de la fête des mères. Finalement, la voisine réclame le couteau et finit par subir un grave accident électrique et est emmenée à l'hôpital.
Trude appelle depuis la terrasse Evelyn, qui est sur des patins à roulettes, mais Evelyn chute et se blesse. Quand Trude demande à parler à son mari, Edwin pense qu'il s'agit de sa liaison avec Evelyn et dit toute la vérité de lui-même. Pendant ce temps, le grand-père reconnaît Trude sur le portrait-robot publié dans le journal de la voleuse à l'étalage. Edwin pense à s'occuper de l'épargne d'Evelyn et veut obtenir les livrets. Quand il découvre qu'Evelyn a aidé le grand-père à faire dissoudre le livret, et que Mischa affirme l'avoir fait lui-même de manière obscène, la situation dégénère et, dans la tourmente générale, Evelyn se heurte à la broche que tient le grand-père Neugebauer et qui se coince dans sa poitrine. Ensuite, le grand-père, Edwin et Mischa amènent Evelyn gravement blessée dans le salon sur le tapis et l'étouffent avec un coussin.
Peu de temps après, Gerry est à la porte, car M. Schwalbach a appelé la police à cause du cobaye mort. Gerry règle l'histoire à l'amiable mais, quand Grand-père Neugebauer l'appelle du balcon et lui demande ce qu'il doit faire du cadavre, Gerry croit qu'il s'agit du cobaye et suggère en rigolant de le griller au barbecue.
Lors d'une chaude soirée de juin, une fête des voisins aura lieu dans le parc de l'immeuble résidentiel. Tout le monde passe un bon moment. Evelyn Schöbinger a disparu, on pense qu'elle se trouve avec le compte d'épargne détourné dans une paroisse du Kenya. Les voisins sont reconnaissants pour le généreux don de viande des Neugebauer, même s'il avait un goût "sucré". Edwin et Trude préfèrent toutefois ne pas manger.
À la fin, le grand-père Neugebauer est assis dans un hôtel sur une île, un séjour de luxe apparemment financé avec le deuxième livret.

## Fiche technique
- Titre original : Muttertag
- Réalisation : Harald Sicheritz assisté de Georg Mayrhofer
- Scénario : Harald Sicheritz, Roland Düringer, Alfred Dorfer, Peter Berecz
- Musique : Wiener Wunder
- Costumes : Heidi Melinc
- Photographie : Helmut Pirnat (de)
- Son : Peter Janda
- Montage : Paul-Michael Sedlacek
- Production : Heinz Scheiderbauer
- Société de production : Fernsehfilmproduktion Dr. Heinz Schneiderbauer
- Pays d'origine :  Autriche
- Langue : allemand autrichien, allemand viennois (de)
- Format : Couleur - 1,78:1 - Stéréo - 35 mm
- Genre : Comédie
- Durée : 95 minutes
- Dates de sortie :
  - Autriche : 23 février 1994.

## Distribution
| Rôle(s) | Acteur                          |
| --- | ------------------------------- |
| Mischa Neugebauer Gerry Gratzl Un vacancier sur l'île | Alfred Dorfer                   |
| Evelyn Schöbinger La femme du catéchisme La caissière de la pharmacie Une vacancière sur l'île                                                                                                 | Eva Billisich                   |
| Edwin Neugebauer Le jeune voisin L'employé de la poste Le serveur sur l'île | Reinhard Nowak                  |
| Trude Neugebauer Michaela, la jeune chef de guilde L'employée de la poste La vieille voisine à l'église La femme qui fait du hoola-hop sur l'île                                               | Andrea Händler                  |
| Le grand-père Neugebauer Le client de la pharmacie Le facteur Le deuxième jeune voisin Le prêtre Le voisin d'âge moyen avec une barbiche La vieille voisine Le cycliste à la station d'essence | Roland Düringer                 |
| Le premier retraité | Willi Resetarits                |
| Le deuxième retraité | I Stangl                        |
| Le conducteur de la Corvette | Hanno Pöschl                    |
| Le vigile en ours polaire | Herwig Seeböck                  |
| Le poète | Lukas Resetarits (de)           |
| Le philosophe | Roland Neuwirth                 |
| Le bourgmestre | Fritz Muliar                    |
| Le premier indiani metropolitani | Günther Paal                    |
| Le deuxième indiani metropolitani | Martin Forster                  |
| Le démagogue | Haymon Maria Buttinger (de)     |
| Mme Müller | Tini Kainrath                   |
| M. Schwalbach | Karl Künstler                   |
| Mme Schwalbach | Lotte Loebenstein               |
| La chanteuse | Barbara Spitz                   |
| Le premier guitariste | Peter Herrmann                  |
| Le deuxième guitariste | Markus Gartner                  |
| Le pianiste | Lothar Scherpe                  |
| Le bassiste | Harald Sicheritz                |
| Le batteur | Lenny Dickson                   |
| Le troisième retraité | Peter Berecz                    |
| La retraitée | Barbara Klein                   |
| La jeune mère | Gudrun Tielsch                  |
| M. Müller | Silvio Szücs                    |
| Le fournisseur | Hannes Flaschberger             |
| Müller junior | Benjamin Olesko                 |
| Une élève du catéchisme | Barbara Löw                     |
| Un élève du catéchisme | Leonhard Rogenhofer             |
| Gerti Gratzl & la coiffeuse | Monica Weinzettl                |
| Le chauffeur de bus | Karl Markovics                  |
| Le troisième indiani metropolitani | Alexander Biedermann            |
| Le quatrième indiani metropolitani | Boris Borutta                   |
| La cinquième indiani metropolitani | Karoline Schellenberg           |
| Le pompiste | Joško Vlasich                   |
| M. Klein | Karl Pfeiffer                   |
| Grapscher | Josef Kiefer                    |
| M. Schmidt | Martin Beck                     |
| Le voleur à l'étalage | Helmut Gebeshuber               |
| Le premier policier | Georges Kern (de)               |
| Le deuxième policier | Walter Kordesch (de)            |
| Un amateur d'aéromodélisme | Johann Gundacker                |
| Mme Schmidt | Bettina Barth                   |
| Mme Klein | Beatrice Frey                   |
| Mme Habitzl | Silvia Fenz (de)                |
| Le premier choriste | Robert Peres                    |
| Le deuxième choriste | Peter Blau                      |
| La choriste | Jutta Pichler                   |
| La secrétaire | Nicole Nell                     |
| L'architecte | Fritz von Friedl (de)           |
| Le guitariste dans l'hôtel | Helmut Sicheritz                |
| La chanteuse dans l'hôtel | Mandy Oswald (Mandy des Bambis) |

## Production
Muttertag s'appuie le succès du groupe d'humoristes Schlabarett (de). Düringer et Dorfer soumettent le projet au Fonds du cinéma autrichien, reçoivent un budget modeste et choisissent comme réalisateur Harald Sicheritz dont ce sera le premier long métrage.
Les quatre membres de Schlabarett (Dorfer, Düringer, Händler et Nowak) et Billisich ont 24 personnages au total.
Le film est tourné à Vienne, dans le Gemeindebau Am Schöpfwerk (de).

## Source de traduction
- (de) Cet article est partiellement ou en totalité issu de l’article de Wikipédia en allemand intitulé « Muttertag – Die härtere Komödie » (voir la liste des auteurs).